# 拉都立
拉都立（1668年—1722年），字卓人，号云庵，鈕祜祿氏，满洲镶黄旗人。康熙庚午举人，甲戌进士。

## 生平
钦点翰林院庶吉士，后补授兵部主事，升内务府员外郎，出任天津税务，陞翰林院侍读学士，管坐粮厅事，缘事革职。

## 家族
拉都立出身于镶黄旗满洲长白山鈕祜祿氏。
- 薩爾都-鄂素勒勒巴克什-賴盧浑-索塔蘭-莽坚達爾漢-阿拉密-法哈拉-朗載-拉都立，康熙甲戌进士。
- 薩爾都-鄂素勒勒巴克什-賴盧浑-索塔蘭-莽坚達爾漢-達哈他-達亮-栢绶-查克丹，雍正甲辰进士。
- 薩爾都-阿靈阿巴颜-都靈阿-额亦都-敖德-莫洛渾-佛隆峩-德齡，康熙乙未进士。
- 薩爾都-阿靈阿巴颜-都靈阿-額亦都-遏必隆-阿靈阿-阿爾松阿-穆克登-瑞保，乾隆乙未进士。
- 薩爾都-阿靈阿巴颜-都靈阿-額亦都-車爾格-巴喀-巴喜（嗣父）流通武（生父）-佛文-成寧-重謙，嘉庆庚辰进士。
- 薩爾都-阿靈阿巴颜-都靈阿-額亦都-車爾格-巴喀-永壽-遵柱-策普坦-福尔崧阿-穆通阿，道光己丑进士。